# Маршалл-Грин, Логан
Ло́ган Ма́ршалл-Грин (англ. Logan Marshall-Green; род. 1 ноября 1976) — американский актёр и режиссёр. Известен по фильмам «Прометей», «Апгрейд» и главной роли в сериале «Наёмник Куорри».

## Биография
Маршалл-Грин родился в Чарльстоне, в Южной Каролине, и вырос в Род-Айленде. У него есть брат-близнец Тейлор. Маршалл-Грин учился в Университете Теннесси и в Национальном театральном институте в Коннектикуте, степень «бакалавра изящных искусств» он получил в Школе Искусств «Тиш» при Нью-Йоркском университете.
В 2019 году снял фильм «Следи за дорогой» с Итаном Хоуком в главной роли.

## Личная жизнь
Встречался с актрисой Марисой Томей.
12 декабря 2012 года Маршалл-Грин женился на актрисе Дайан Гаэта и удочерил её внебрачную дочь Куллу Мэй (родилась 6 апреля 2010 года от актёра Джонни Льюиса). 11 апреля 2014 года у пары родился сын Теннесси Логан Маршалл-Грин. 5 апреля 2019 года Дайан подала на развод из-за его измены с актрисой и балериной Сарой Хэй, а заодно обвинила в грубом отношении. 23 июля 2019 года бракоразводный процесс был официально завершён, после чего Дайан восстановила свою девичью фамилию.

## Фильмография
| Год       |     | Русское название                    | Оригинальное название             | Роль                     |
| --------- | --- | ----------------------------------- | --------------------------------- | ------------------------ |
| 2003      | с   | Закон и порядок: Специальный корпус | Law & Order: Special Victims Unit | Митч Уилкенс             |
| 2004      | кор | —                                   | The Kindness of Strangers         | Рэй                      |
| 2004      | с   | Закон и порядок                     | Law & Order                       | Кайл Меллорс             |
| 2005      | ф   | Алхимия чувств                      | Alchemy                           | Мартин                   |
| 2005      | с   | 24 часа                             | 24                                | Ричард Хеллер            |
| 2005      | ф   | Великий рейд                        | The Great Raid                    | лейтенант Пол Колвин     |
| 2005      | с   | Одинокие сердца                     | The O.C.                          | Трей Этвуд               |
| 2007      | с   | Пропавший                           | Traveler                          | Тайлер Фог               |
| 2007      | ф   | Через Вселенную                     | Across the Universe               | Пако                     |
| 2008      | тф  | Голубая кровь                       | Blue Blood                        | н/д                      |
| 2009      | ф   | Бруклинские полицейские             | Brooklyn’s Finest                 | Мелвин Пэнтон            |
| 2009—2010 | с   | Под прикрытием                      | Dark Blue                         | Дин Бендис               |
| 2010      | ф   | Дьявол                              | Devil                             | механик Тони Дженговски  |
| 2012      | ф   | Прометей                            | Prometheus                        | Чарли Холлоуэй           |
| 2013      | ф   | Когда я умирала                     | As I Lay Dying                    | Джул Бандрен             |
| 2013      | ф   | Взгляд зимы                         | Cold Comes the Night              | Билли                    |
| 2014      | ки  | —                                   | WildStar                          | н/д                      |
| 2014      | ф   | Госпожа Бовари                      | Madame Bovary                     | маркиз д’Андервиллье     |
| 2014      | ф   | Шум и ярость                        | The Sound and the Fury            | Далтон Эймс              |
| 2015      | ф   | Приглашение                         | The Invitation                    | Уилл                     |
| 2015      | ф   | Чёрный пёс, рыжий пёс               | Black Dog, Red Dog                | Стивен                   |
| 2016      | ф   | Сноуден                             | Snowden                           | пилот                    |
| 2016      | с   | Наёмник Куорри                      | Quarry                            | Мак «Куорри» Конуэй      |
| 2017      | ф   | Замок из песка                      | Sand Castle                       | сержант Харпер           |
| 2017      | ф   | Человек-паук: Возвращение домой     | Spider-Man: Homecoming            | Джексон Брайс / Шокер #1 |
| 2017—2018 | с   | Проклятие                           | Damnation                         | Крили Тёрнер             |
| 2018      | ф   | Апгрейд                             | Upgrade                           | Грей Трейс               |
| 2019      | с   | Когда они нас увидят                | When They See Us                  | Робертс                  |
| 2019      | ки  | —                                   | Telling Lies                      | Дэвид Смит               |
| 2020      | с   | Игра теней                          | Shadowplay                        | Мориц                    |
| 2021      | ф   | Нам всем конец                      | How It Ends                       | Нейт                     |
| 2021      | ф   | Посторонние                         | Intrusion                         | Генри Парсонс            |
| 2022      | ф   | Любовь искупительная                | Redeeming Love                    | Пол                      |
| 2022      | с   | Бескрайнее небо                     | Big Sky                           | Трэвис Стоун             |
| 2022      | ф   | Слушательница                       | The Listener                      | Майкл                    |
| 2022      | ф   | Лу                                  | Lou                               | Филип                    |
| 2023      | ф   | Снять проклятие                     | Reverse the Curse                 | Тед                      |
| 2024      | ф   | Ручная кладь                        | Carry-On                          | агент Алкотт             |
| 2025      | с   | И просто так                        | And Just Like That...             | Адам                     |
|           | ф   |                                     | Killing Castro                    |                          |

## Роли в театре
- 2004 — The Distance From Here Нила Лабута — Тим — The Duke on 42nd Street (режиссёр Майкл Грейф)
- 2005 — Swimming in the Shallows Адама Бока — Шарк — McGinn–Cazale Theater (режиссёр Трип Каллман)
- 2005 — Dogs Sees God: Confessions of a Teenage Blockhead Берта Ройала — Бетховен — Century Center For The Performing Arts (режиссёр Трип Каллман)
- 2006 — Pigs Farm Грега Котиса — Тим — Laura Pels Theatre (режиссёр Джон Рэндо)
- 2007 — «Король Лир» Уильяма Шекспира — Эдмунд — Joseph Rapp Public Theater (режиссёр Джеймс Лапин)
- 2007 — Geometry of Fire Стивена Белбера — Мел — The Hallie Flanagan Davis Powerhouse Theater
- 2008 — U.S. Drag Джины Джионфриддо — Кристофер — Samuel Beckett Theatre (режиссёр Трип Каллман)
- 2008 — Beast Майкла Уэллера — Джимми Като — New York Theatre Workshop (режиссёр Джо Бонни)
- 2011 — The Hallway Trilogy Адама Раппа — Ллойд Бойд — Rattlestick Playwrights Theater (режиссёры Трип Каллман, Дэниел Окин, Адам Рапп)
- 2013 — «Фрёкен Юлия» Августа Стриндберга — Джон — Audrey Skirball Kenis Theater (режиссёр Нил Лабут)